# Bévillers
Bévillers település Franciaországban, Nord megyében. Lakosainak száma 537 fő (2022. január 1.). Bévillers Boussières-en-Cambrésis, Saint-Hilaire-lez-Cambrai, Beauvois-en-Cambrésis, Béthencourt és Quiévy községekkel határos.

## Népesség
A település népességének változása:
| Lakosok száma | 535  | 549  | 563  | 562  | 566  | 572  | 560  | 549  | 537  |
|               | 2013 | 2015 | 2016 | 2017 | 2018 | 2019 | 2020 | 2021 | 2022 |